# 보리스 겔판드

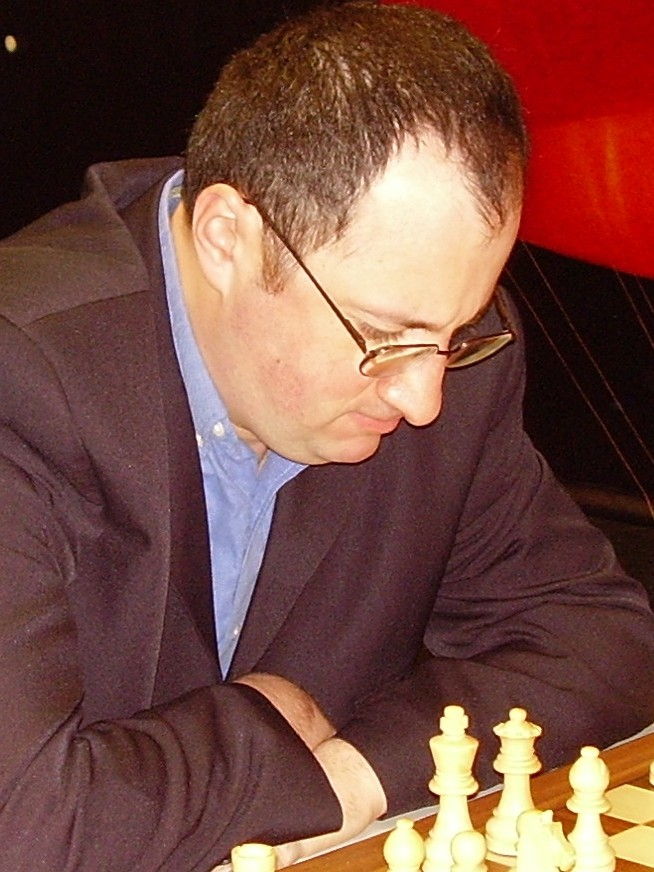
보리스 겔판드

보리스 아브라모비치 겔판드(히브리어: בוריס אברמוביץ' גלפנד, 벨라루스어: Барыс Абрамавіч Гельфанд, 1968년 6월 24일 ~ )는 이스라엘의 체스 선수이다.